# Cheniseo sphagnicultor
Cheniseo sphagnicultor är en spindelart som beskrevs av Bishop och Crosby 1935. Cheniseo sphagnicultor ingår i släktet Cheniseo och familjen täckvävarspindlar. Inga underarter finns listade i Catalogue of Life.